# Investmentgesetz (Deutschland)
| HINWEIS: Dieser Artikel stellt auf vergleichender Basis zum alten Recht das InvG dar. Zu diesem Zweck erfolgt dies aus der Perspektive zum 1. Januar 2004. |

Das deutsche Investmentgesetz (InvG) war die Vorgängerregelung des Kapitalanlagegesetzbuchs (KAGB). Es wurde durch das Investmentmodernisierungsgesetz geschaffen und reformierte auf Initiative der Bundesregierung bis zu seinem Außerkrafttreten am 21. Juli 2013 folgende bis dahin geltende Regelungen:
- Gesetz über Kapitalanlagegesellschaften (KAGG) und
- Auslandinvestment-Gesetz (AuslInvestmG).

Das InvG diente der Fortentwicklung des Investmentstandortes Deutschland. Dieser stand in intensivem Wettbewerb mit anderen europäischen Finanzplätzen. Die rechtlichen Rahmenbedingungen von Staaten wie Luxemburg, Irland und Großbritannien wurden von Anbietern von Investmentfonds vielfach für attraktiver gehalten als die nationalen. Investmentfonds wurden daher zunehmend im Ausland aufgelegt. Diese Entwicklung konnte sich in den Jahren 2000 bis 2004 aufgrund der weiteren Harmonisierung auf europäischer Ebene verstärken.
Bei dem Investmentmodernisierungsgesetz handelte es sich um ein Artikelgesetz bestehend aus einem aufsichtsrechtlichen Investmentgesetz (InvG) und einem Investmentsteuergesetz (InvStG).

## Überblick
Mit dem Investmentgesetz werden die Änderungsrichtlinien 2001/107/EG und 2001/108/EG vom 21. Januar 2002 zur EU-Investmentrichtlinie 85/611/EWG (Richtlinie über Organismen für gemeinsame Anlagen in Wertpapieren, kurz OGAW-Richtlinie) vom 20. Dezember 1985 umgesetzt. Mit der Umsetzung der Richtlinien wird ein weiterer Schritt zur Verwirklichung des Europäischen Binnenmarktes im Investmentbereich vollzogen. Zudem werden unter Zusammenlegung des Gesetzes über Kapitalanlagegesellschaften (KAGG) und des Auslandinvestment-Gesetzes (AuslInvestmG) die nationalen gesetzlichen Regelungen im Investmentfondsbereich modernisiert und vereinheitlicht.
Im InvG sind verstärkt Ermächtigungen zum Erlass von Rechtsverordnungen vorgesehen, um technische Detailregelungen (z. B. zu Derivaten, zur Bewertung von Vermögensgegenständen, zur Rechnungslegung) schneller und flexibler den sich immer rascher verändernden wirtschaftlichen Rahmenbedingungen anpassen zu können. Gleichzeitig soll das neue InvG die Aufsicht durch die Bundesanstalt für Finanzdienstleistungsaufsicht (BaFin) stärken. Insbesondere über die Einführung eines beschleunigten Genehmigungsverfahrens für Vertragsbedingungen von Investmentfonds werden bei der BaFin Kapazitäten für wesentlichere Aufsichtsaufgaben frei. Im Rahmen einer verbesserten Marktaufsicht werden zudem neue Meldepflichten eingeführt, die die BaFin in die Lage versetzen, zeitnah und gezielt gegen Missstände vorzugehen. Die aufsichtsrechtlichen Regelungen werden ergänzt durch eine Neufassung des Katalogs der Ordnungswidrigkeiten. Die Höhe der möglichen Bußgelder ist der wirtschaftlichen Entwicklung angepasst worden.
Daneben werden verschiedene weitere Maßnahmen den Anlegerschutz verbessern. Dies gilt z. B. für neue Transparenzregeln in Jahresberichten und den Verkaufsprospekten. Insbesondere über die anfallenden Kosten und Gebühren muss nun ausführlicher informiert werden. Vereinheitlichte Anforderungen ermöglichen Anlegern zudem einen besseren Vergleich der auf dem Markt angebotenen in- und ausländischen Produkte.

## Wesentliche Neuerungen im Einzelnen
Im Rahmen der Umsetzung der Änderungsrichtlinien zur Richtlinie 85/611/EWG und im Zusammenhang mit der Überarbeitung bisheriger Regelungen enthält das InvG folgende Neuerungen:

### Auflegung der Fondskategorien
Bisher gab es in Deutschland verschiedene gesetzlich abgegrenzte Fondstypen. Die geänderte Richtlinie 85/611/EWG regelt nun auch Derivate, Investmentanteile, Geldmarktinstrumente und Bankguthaben als Vermögensgegenstände. Die gesetzlichen Fondstypen, die bisher in Deutschland die Klassifizierung eines Sondervermögens z. B. als Geldmarkt-Sondervermögen oder als Wertpapier-Sondervermögen vorgegeben haben, entfallen. Der Name eines Investmentvermögens muss nicht unbedingt den Anlageschwerpunkt wiedergeben. Um eine auf der Namensgebung fußende, mögliche Fehlinformation des Anlegers zu verhindern, erhält die BaFin die Möglichkeit, in Richtlinien Orientierungsmaßstäbe festzulegen, wie ein Investmentvermögen angelegt werden darf, um bei der Namensgebung oder in der Werbung als ein bestimmter Fondstypus bezeichnet werden zu können.

### Vereinfachter Verkaufsprospekt
Zusätzlich zu dem bisherigen Verkaufsprospekt wird es nun einen neuen standardisierten, so genannten vereinfachten Verkaufsprospekt, geben. Der vereinfachte Verkaufsprospekt muss in für den Anleger leicht verständlicher Form die für eine Anlageentscheidung erforderlichen Informationen enthalten (Kurzdarstellung des Sondervermögens, Anlageinformationen und wirtschaftliche Informationen sowie Angaben zum Erwerb und zur Veräußerung von Anteilen). Dies verbessert die Informationsmöglichkeiten der Anleger, da der ausführliche Verkaufsprospekt vielfach von Anlegern nicht gelesen wird.

### Ausweitung des Europäischen Passes für Investmentfonds
Die Ausweitung der Richtlinie 85/611/EWG auf Bankguthaben, Investmentanteile, Geldmarktinstrumente und Derivate – und damit die erstmalige Harmonisierung über Wertpapier-Investmentvermögen hinaus – trägt dazu bei, dass mehr Investmentvermögen den so genannten Europäischen Pass erhalten können (Änderungs-Richtlinie 2001/108/EG).

### Europäischer Pass für Verwaltungsgesellschaften
Verwaltungsgesellschaften erhalten erstmals eine EU-weit gültige Zulassung, wenn sie die neu formulierten Anforderungen erfüllen und das vorgesehene Anzeigeverfahren einhalten. Einmal zugelassen, darf eine Verwaltungsgesellschaft dann ihren Aktivitäten auch in anderen Mitgliedstaaten mit Hilfe von Zweigniederlassungen oder im Rahmen des freien Dienstleistungsverkehrs nachgehen. In diesem Fall verfügt dann nicht nur das Sondervermögen, sondern auch die Kapitalanlagegesellschaft über einen Europäischen Pass.

### Absenkung des Anfangkapitals von Kapitalanlagegesellschaften
Die Richtlinie 85/611/EWG in der geänderten Fassung sieht für Verwaltungsgesellschaften eine erhebliche Absenkung des notwendigen Anfangskapitals vor. Ein geringeres Anfangskapital ermöglicht eine höhere Eigenkapital-Rendite, ein Kriterium, das bei Standortentscheidungen ins Kalkül gezogen werden durfte. Nun ist ein Mindestkapital in Hohe von 125 000 € vorgeschrieben sowie zusätzliche Eigenmittel, die dynamisch an der Geschäftsentwicklung orientiert sind. Wegen der Kreditinstitutseigenschaft müssen in Deutschland ansässige Kapitalanlagegesellschaften mind. 730 000 €(neu:300 000; KAGen und InvAGen werden gleichgestellt) Anfangskapital aufweisen. Um diesen Wettbewerbsnachteil wirtschaftlich auszugleichen, setzt die dynamische Kapitalanpassung für deutsche Kapitalanlagegesellschaften erst bei einem Geschäftswert von 3 Mrd. € (neu: 1,125 Mrd. €) ein. Verwaltungsgesellschaften, die auch das Depotgeschäft betreiben, sollen wegen der zusätzlichen operationellen Risiken ein Eigenkapital von 2,5 Mio. € vorweisen. Gleiches gilt für Kapitalanlagegesellschaften von Immobilien-Sondervermögen, für die auch bisher schon erhöhte Kapitalanforderungen bestanden (bisher 5 Mio. €). Unabhängig davon müssen Kapitalanlagegesellschaften zu jeder Zeit Eigenmittel aufweisen, die mindestens einem Viertel ihrer Kosten entsprechen, wodurch eine ausreichende Kapitalisierung der Gesellschaften sichergestellt sein durfte.

### Ausweitung der Tätigkeiten von Kapitalanlagegesellschaften
Neben der Verwaltung von Sondervermögen ist nach den Änderungsrichtlinien auch die individuelle Finanzportfolioverwaltung als erlaubnispflichtige Haupttätigkeit zulässig. Nebentätigkeiten wie die Verwahrung von Fremdfonds und der Vertrieb von Anteilen stehen der Erteilung eines EU-Passes nicht mehr entgegen.

### Auslagerung von Tätigkeiten der Kapitalanlagegesellschaft
Verwaltungsgesellschaften dürfen nun Tätigkeiten (z. B. Fondsbuchhaltung) auf Dritte übertragen. Die Beaufsichtigung darf jedoch nicht beeinträchtigt werden. Die nunmehr auch zulässige Übertragung des Portfoliomanagements darf allerdings nur auf solche Unternehmen erfolgen, die für Zwecke der Vermögensverwaltung zugelassen sind. Um dem Kern des Investmentgedankens Rechnung zu tragen, muss bei der Übertragung des Portfoliomanagements die grundsätzliche Anlageentscheidung bei der auslagernden Kapitalanlagegesellschaft verbleiben. Die übertragende Kapitalanlagegesellschaft kann jedoch nicht ihre Haftung „auslagern“. Schon aufgrund des für Kapitalanlagegesellschaften typischen Treuhandverhältnisses darf die Auslagerung nicht die Interessen der Anleger berühren. Die gesetzliche Regelung zur Auslagerung gibt interessierten Kapitalanlagegesellschaften die rechtliche Sicherheit für die Strukturierung so genannter „Master-KAG“.

### Einsatz von Derivaten
Die erweiterten Anlagemöglichkeiten in Derivaten führen grundsätzlich zu einer Erhöhung des Marktrisikopotenzials von Sondervermögen. Die Richtlinie 85/611/EWG in der geänderten Fassung sagt nicht eindeutig, bis zu welchem Grad Derivatgeschäfte das Marktrisikopotenzial steigern dürfen. Das InvG sieht deshalb in Übereinstimmung mit der Auslegung der Mehrheit der Mitgliedstaaten vor, dass der Einsatz von Derivaten das Marktrisikopotenzial von Sondervermögen höchstens verdoppeln darf. Die notwendige Entscheidung der EU-Kommission zur einheitlichen Auslegung und Anwendung der entsprechenden Vorschrift in allen Mitgliedstaaten steht jedoch noch aus. Die Regelungen zu den zulässigen Derivat-Geschäften, die Anforderungen an die Risikomesssysteme und Einzelheiten zur Festlegung des Marktrisikopotenzials werden in einer Rechtsverordnung erfolgen.

### Beschleunigung des Genehmigungsverfahrens für Vertragsbedingungen
Das InvG sieht eine Umgestaltung des Prüfungsverfahrens vor, die mit den Vorgaben der Richtlinie 85/611/EWG und den nationalen Anforderungen im Einklang steht. Die von den Geschäftsleitern einzureichenden Prüfungsunterlagen sollen besser aufbereitet werden. Dadurch wird die Eigenverantwortung der Geschäftsleiter der Gesellschaften – unterstützt durch die Wirtschaftsprüfer – für die Vertragsbedingungen gestärkt und auch im Gesetz deutlicher. Im Regelfall wird sich nun die BaFin bei ihrer Prüfung auf die Ausführungen und Angaben der Geschäftsleiter stützen und die Vertragsbedingungen bei unproblematischen Sachverhalten zügig genehmigen. Die Genehmigung kann mit Nebenbestimmungen versehen werden. Für Missbrauchsfälle gibt es ausreichende aufsichtsrechtliche Maßnahmen, so dass der Anlegerschutz gewährleistet ist.

### Meldepflichten gegenüber der BaFin
Auf dem Weg von einer formellen zu einer materiellen Marktaufsicht und des Abbaus von Bürokratie werden im InvG die Meldepflichten von Kapitalanlagegesellschaften gegenüber der BaFin neu geregelt. Die bisherige Marktaufsicht zum Schutz der Integrität des Investmentstandortes Deutschland und zum Schutz der Anlegerinteressen war mangels zur Verfügung stehender Daten unzureichend. Dieser Mangel wird durch die Verpflichtung der Gesellschaften, bewertungstäglich Vermögensaufstellungen vorzulegen und auf elektronischem Weg Daten über den Bestand des Sondervermögens und der vorgenommenen Transaktionen an die BaFin zu melden, beseitigt. Die bisher aufwendig manuell zu erstellenden Meldungen werden entfallen.

### Rechnungslegung und Bewertung
Die Vorschriften zur Rechnungslegung von Sondervermögen werden teilweise neu gefasst. Das Ziel ist die weitere Vereinheitlichung der Rechnungslegung, um eine dem Anlegerschutz dienende bessere Vergleichbarkeit von Investmentfonds herbeizuführen. So sollen nun Inhalte der Rechnungslegung in einer Rechtsverordnung geregelt werden. Eine weitere Rechtsverordnung wird Grundlagen für die Bewertung, insbesondere von innovativen Finanzinstrumenten, aufstellen und auch hier zu einer einheitlichen Praxis führen.

### Zusammenlegung von Sondervermögen
Die Übertragung aller Vermögensgegenstände eines Sondervermögens in ein anderes Sondervermögen sollte bereits im Rahmen des Vierten Finanzmarktförderungsgesetzes geregelt werden, scheiterte aber an steuerrechtlichen Fragen. Die Übertragung ist nun mit Genehmigung der BaFin möglich. Sie ist zulässig, wenn u. a. das übernehmende Sondervermögen von derselben Kapitalanlagegesellschaft verwaltet wird und Anlagegrenzen und Anlagegrundsätze nicht wesentlich voneinander abweichen. Die Zusammenlegung von Sondervermögen kann zu einer aus Sicht der Kapitalanlagegesellschaft wünschenswerten Straffung der Produktpalette führen und in bestimmten Fällen auch für den Anleger vorteilhaft sein. Somit wird einem Bedürfnis der Wirtschaft entsprochen und gleichzeitig werden die Interessen der Anleger der beteiligten Sondervermögen besser geschützt.

### Kostentransparenz
Kapitalanlagegesellschaften sollen im Rahmen weit reichender Transparenzregeln im Jahresbericht und den Verkaufsprospekten Angaben zu allen Kosten und Gebühren einschließlich z. B. Pauschalgebühren machen, die mittelbar oder unmittelbar vom Anleger zu tragen sind. Insbesondere die so genannte Gesamtkostenquote wird dem Anleger einen Überblick über die effektive Kostenbelastung geben. Die Gesamtkostenquote stellt das Verhältnis aller bei der Verwaltung eines Sondervermögens anfallenden Kosten zu dem durchschnittlichen Nettoinventarwert des Sondervermögens innerhalb des vorangegangenen Geschäftsjahres dar. Die Berechnungsgrundlagen und -methoden werden in einer Rechtsverordnung geregelt.
Die oben angesprochene Gesamtkostenquote und die dort zu erfassenden Kosten sind seit Inkrafttreten des Gesetzes Gegenstand heftiger Diskussionen. Anlegerschützer bemängeln, dass der in der Praxis oft größte Kostenbestandteil, nämlich die Transaktionskosten, in der Gesamtkostenquote gerade nicht enthalten ist. Dem Fonds-Anleger werde so die Möglichkeit genommen, zumindest ansatzweise zu überprüfen, ob die Anzahl der durch das Fondsmanagement durchgeführten Wertpapiergeschäfte – und die hierdurch verursachten Transaktionskosten – in einem akzeptablen Verhältnis zur verfolgten Anlagepolitik stehen. Dies bedeutet eine Einbuße an Transparenz, dem Ziel, dem die Regelungen des InvG verpflichtet sind.
Gegen Bestrebungen, die Transaktionskosten zum Bestandteil der Gesamtkostenquote zu machen, wendet sich der BVI, der Interessenverband der deutschen Fondsindustrie. Die Feststellung der Transaktionskosten sei, so der BVI, technisch nicht zu bewerkstelligen, da viele Geschäfte, insbesondere Anleihengeschäfte, „netto“, das heißt ohne gesonderten Ausweis der Transaktionskosten durchgeführt werden. Hierzu ist anzumerken, dass es Teil der Pflicht des Fondsmanagements zur ordnungsgemäßen Verwaltung des anvertrauten Vermögens (siehe § 9 InvG) ist, den jederzeitigen Überblick über die Kostensituation zu bewahren. Hinsichtlich der Transaktionskosten würde sich etwa anbieten, die ausführende Bank bzw. den Broker zum gesonderten Ausweis der betreffenden Kosten zu verpflichten.

### Teilfonds
Neben den mit dem Vierten Finanzmarktförderungsgesetz eingefügten Anteilsklassen können nun Sondervermögen mit unterschiedlichen Anlageschwerpunkten unter einem virtuellen Schirm (engl. umbrella) zusammengefasst werden. Mit der Struktur dieser „Umbrella-Fonds“ wird dem Anleger eine kostengünstige Möglichkeit eingeräumt, zwischen einzelnen Teilfonds mit unterschiedlicher Anlagepolitik zu wechseln. Diese Anlageform wird schon in Luxemburg, Irland und Großbritannien erfolgreich praktiziert. Deutschland zieht mit der Neuregelung gleich.

### Vertrieb von Investmentfonds mit Sitz außerhalb der EU und des EWR
Im Hinblick auf ausländische Investmentanteile, die nicht durch die Richtlinie 85/611/EWG harmonisiert wurden, zielt das InvG auf eine Angleichung der Voraussetzungen für die Vertragsbedingungen, den Verkaufsprospekt und die Rechnungslegung, um dem Anleger die Möglichkeit der Vergleichbarkeit zwischen inländischen und ausländischen Produkten zu erleichtern. Der Vertrieb von Investmentanteilen mit Sitz außerhalb der Europäischen Union und des Europäischen Wirtschaftsraums wird zugelassen, wenn die zuständigen Aufsichtsstellen des Drittlandes zu einer Zusammenarbeit mit der BaFin bereit sind. Gleiches gilt für die Zusammenarbeit hinsichtlich steuerlich relevanter Daten. Investmentanteile, die bereits in Deutschland zum öffentlichen Vertrieb registriert sind (hauptsächlich aus den USA und der Schweiz), genießen Bestandsschutz.

## Hedgefonds
Mit der Einführung eines Sondervermögens mit zusätzlichen Risiken, den so genannten Hedgefonds, dürfen Kapitalanlagegesellschaften nun auch in Deutschland Hedgefonds auflegen und vertreiben. Der private Anleger kann über von der BaFin beaufsichtigte Dachfonds Anteile an Hedgefonds erwerben statt lediglich wie bisher unregulierte Hedgefonds-Zertifikate. Neben der Verbesserung der Wettbewerbssituation auf dem Finanzplatz Frankfurt im Bereich alternativer Finanzprodukte stärkt dies gleichzeitig den Anlegerschutz in diesem Anlagesegment deutlich.
In diesem Zusammenhang hat sich der Gesetzgeber für einen abschließenden Katalog der Anlagegegenstände und Regeln zur Auswahl der Zielfonds für die Dachfonds mit zusätzlichen Risiken entschieden, um zu verhindern, dass sich Anbieter von Produkten mit anderer Ausrichtung allein aus steuerlichen Motiven die nun von der BaFin beaufsichtigten Hedgefonds zu Nutze machen.
Mit der Regelung sollen Hedgefonds nur unter bestimmten Voraussetzungen aus dem Grauen Kapitalmarkt herausgelöst und in den Anwendungsbereich des Investmentgesetzes und des Investmentsteuergesetzes einbezogen werden. Weitere alternative Anlageformen wie Private Equity und Venture Capital werden nicht reguliert, für diese müssen andere Lösungen gesucht werden. Hauptmerkmale von Hedgefonds sind flexible Anlagestrategien und eine sehr weit gehende Freiheit der Manager bei der Vermögensanlage. Anbieter von Hedgefonds sollen nach dem InvG in Deutschland auf moderne rechtliche Rahmenbedingungen treffen. Der Finanzplatz Deutschland ist mittlerweile reif für die Zulassung von alternativen Investmentprodukten. Die Hedgefonds-Branche scheint sich zu einer Branche entwickelt zu haben, die sich der mit Hedgefonds verbundenen Risiken bewusst ist. Der im InvG verfolgte Regelungsansatz sieht hinsichtlich der im Rahmen der Anlagestrategien vielfach durchgeführten Leerverkäufe sowie bei der Kreditaufnahme und dem Einsatz von Derivaten zur Erzielung von Hebeleffekten (Leverage-Effekt) eine großzügige Regelung vor und legt Anbietern, die ihre Produkte an institutionelle Anleger vertreiben wollen, keine Beschränkungen auf. Stattdessen werden hohe Anforderungen an die Gesellschaften, die diese Fonds auflegen, und deren Manager gestellt. Privatanleger sollen ebenfalls von den Vorteilen einer Anlage in Anteilen von Hedgefonds profitieren können, doch steht für den Gesetzgeber hier der Schutz des Anlegers im Vordergrund. Deshalb ist wegen der andersartigen und komplexen Struktur der Produkte und des damit verbundenen zusätzlichen Risikos der Vertrieb von so genannten Single Hedge Funds eingeschränkt, d. h. Privatanleger dürfen nur Anteile an Dachfonds erwerben, die in Hedgefonds anlegen und aus sich heraus bereits eine Risikostreuung bieten, die das Verlustrisiko des privaten Anlegers reduziert. Dennoch ist wegen des nicht zu verkennenden Risikos einer Anlage in Anteilen an Hedgefonds ein ausdrücklicher Warnhinweis vorgeschrieben, der dem potenziellen privaten Anleger deutlich macht, dass er bis zu 100 % seines eingesetzten Vermögens verlieren kann. Hedgefonds können nun als Sondervermögen von einer Kapitalanlagegesellschaft aufgelegt werden. Diese sind in Deutschland traditionell Spezialkreditinstitute, wodurch die besonderen Anforderungen nach dem Kreditwesengesetz zu erfüllen sind. Diese erhöhten Anforderungen könnten sich für Hedgefonds-Manager, die beabsichtigen, nun in Deutschland Hedgefonds zu managen, als Hindernis erweisen.

## Investment-AG
Als Alternative bietet sich die Investmentaktiengesellschaft an, die als Finanzdienstleistungsinstitut geringere Anforderungen nach dem Kreditwesengesetz zu erfüllen hat. Neben der modifizierten Investmentaktiengesellschaft mit fixem Kapital sieht das InvG zusätzlich eine Variante mit veränderlichem Kapital vor. Bei der Investment-AG bisheriger Ausgestaltung handelt es sich um einen geschlossenen Investmentfonds, der allerdings von der Wirtschaft bisher nicht angenommen wurde, wofür neben der steuerlichen Behandlung auch die rechtlichen Rahmenbedingungen verantwortlich gemacht werden. Die neue Investment-AG mit veränderlichem Kapital hat sich in anderen EU-Mitgliedstaaten wie Luxemburg (SICAV) oder Irland schon etabliert.

## Steuerrechtliche Regelungen
Eng mit der Neugestaltung der aufsichtsrechtlichen Seite der Regelungen des Investmentwesens in Deutschland hängt die Reform der Besteuerung von Investmentfonds zusammen. Bei Auslandsfonds werden Benachteiligungen aus der Nichtanwendung des so genannten Halbeinkünfteverfahrens auf Investmenterträge und bei der Veräußerung von Investmentanteilen beseitigt. Da vermehrt Finanzprodukte wie Zertifikate auf den Markt gelangen, die keinen laufenden Kapitalertrag abwerfen, sondern zu Veräußerungsgewinnen führen, die bisher nicht besteuert werden, sind ungerechtfertigte Ergebnisse für Investoren die Folge, die über eine Einbeziehung von privaten Wertpapier-Veräußerungsgewinnen in eine Abgeltungsteuer beseitigt werden sollen.  Das neue Investmentgesetz führte zu einer Vielzahl von Änderungen. Zu erwähnen sind vor allem:
- die Einbeziehung der Investmentaktiengesellschaft und der Sondervermögen mit zusätzlichen Risiken,
- die mittelfristige Einführung eines formalrechtlichen Investmentbegriffs auch für ausländische Investmentvermögen,
- eine Regelung zur steuerlichen Ermittlung der Erträge,
- die Bekanntgabe der Besteuerungsgrundlagen im elektronischen Bundesanzeiger,
- die Einführung einer gesonderten Feststellung für inländische Erträge,
- einen Ausgleich unrichtig bekannt gemachter Besteuerungsgrundlagen bei der nächsten Bekanntmachung

## Rechtsschutz
Gegen Entscheidungen der BaFin nach dem InvG steht der Verwaltungsrechtsweg offen. Zuständig ist das Verwaltungsgericht Frankfurt.

## Außerkrafttreten
Am 28. Dezember 2007 ist aus dem Investmentänderungsgesetz (InvÄndG) eine umfangreiche Novellierung des Gesetzes und damit einhergehenden Änderungen anderer Gesetze in Kraft getreten.
Im Juli 2011 traten mit dem OGAW-IV-Umsetzungsgesetz umfangreiche Änderungen des Investmentgesetzes in Kraft. Diese dienten der Umsetzung der neu gefassten OGAW-Richtlinie, welche seitdem die alte Richtlinie 85/611/EWG ersetzt.
Unterdessen trat für die Europäische Union die Richtlinie 2011/61/EU (PDF) in Kraft. Zu deren Umsetzung legte die Bundesregierung einen Gesetzentwurf über die Verwalter alternativer Investmentfonds vor. Mit dem am 4. Juli 2013 ausgefertigten Gesetz wird das bisherige Investmentgesetz aufgehoben und sein Regelungsgehalt mit Wirkung zum 22. Juli 2013 in das neu geschaffene Kapitalanlagegesetzbuch (KAGB) überführt.